# Palacio de Schwetzingen
El palacio de Schwetzingen (del alemán: Schloss Schwetzingen) era la residencia de verano de los príncipes electores del Palatinado Carlos Felipe y Carlos Teodoro. Se encuentra en la ciudad del mismo nombre (ver Schwetzingen), entre las dos otrora ciudades residenciales palatinas Heidelberg y Mannheim, en Alemania. Schwetzingen está al noroeste del estado federado de Baden-Wurtemberg y en la región metropolitana del Rin-Neckar. En 2007 se propuso el reconocimiento de la Residencia Veraniega de Schwetzingen como Patrimonio de la Humanidad de la Unesco.

## Historia

### Fortaleza
La primera referencia histórica al palacio de Schwetzingen data del año 1350, momento en que aparece descrito como fortaleza.

### Pabellón de caza
Fue remodelado varias veces y destruido hacia el final de la guerra de los Treinta Años, así como en 1689 durante la guerra de los Nueve Años. El núcleo del castillo medieval siguió en pie. El foso, que rodeaba la fortaleza, fue enterrado.

### Residencia
El príncipe elector Carlos Luis reconstruyó el palacio de Schwetzingen para su amante Luise von Degenfeld. Durante una visita en agosto de 1656 ordenó a los habitantes de Schwetzingen que retiraran todos los escombros y basura del lugar; los restos como piedras, maderas y herrajes podían quedárselos para uso propio. A partir de 1657, y durante veinte años, el príncipe residió en Schwetzingen.
La estructura actual del palacio se la debemos al príncipe elector palatino Juan Guillermo, que gobernaba en Düsseldorf. El príncipe dejó las obras bajo la dirección del conde y arquitecto Matteo Alberti, constructor del castillo de Bensberg, y del arquitecto Johann Adam Breunig, procedente de Heidelberg. El palacio fue notablemente ampliado con la construcción de dos nuevas alas.
El edificio fue reconstruido y agrandado en varias fases a partir de 1697. En 1752 se ampliaron los jardines. Curiosamente se terminaron las obras del jardín, aunque el palacio no se usaba apenas desde que el príncipe elector Carlos Teodoro había trasladado su residencia de Mannheim a Múnich en 1778.
Durante el reinado de Carlos Teodoro Schwetzingen fue residencia de verano: la corte se trasladaba en los meses cálidos del palacio de Mannheim al Palacio de Schwetzingen. Se decía que una mayor informalidad en el trato eran expresión de una vida más simple y despreocupada en el campo.

### Cronología
1350 Primera mención de Schwetzingen
1715 Reconstrucción del palacio
1752 Inauguración del teatro
1938 Inauguración del teatro restaurado
1952 Primer Festival de Schwetzingen en el teatro

### Artífices
La mayor parte del diseño artístico del palacio y el jardín fueron obra de artistas de la corte de Mannheim. Entre ellos se cuentan Alessandro Galli da Bibiena y Peter Anton von Verschaffelt. El lorenés Nicolas de Pigage fue el director artístico del jardín y de las fuentes artificiales, así como el arquitecto más significativo de tiempos de Carlos Teodoro. Pigage amplió el jardín en todos los estilos de la época. 
Johann Ludwig Petri, jardinero de la corte, plantó el parterre principal y el círculo que engloba el jardín francés. Johann Michael Zeyher, director de obras originario de Baden, introdujo las lilas en Schwetzingen.

## Jardín

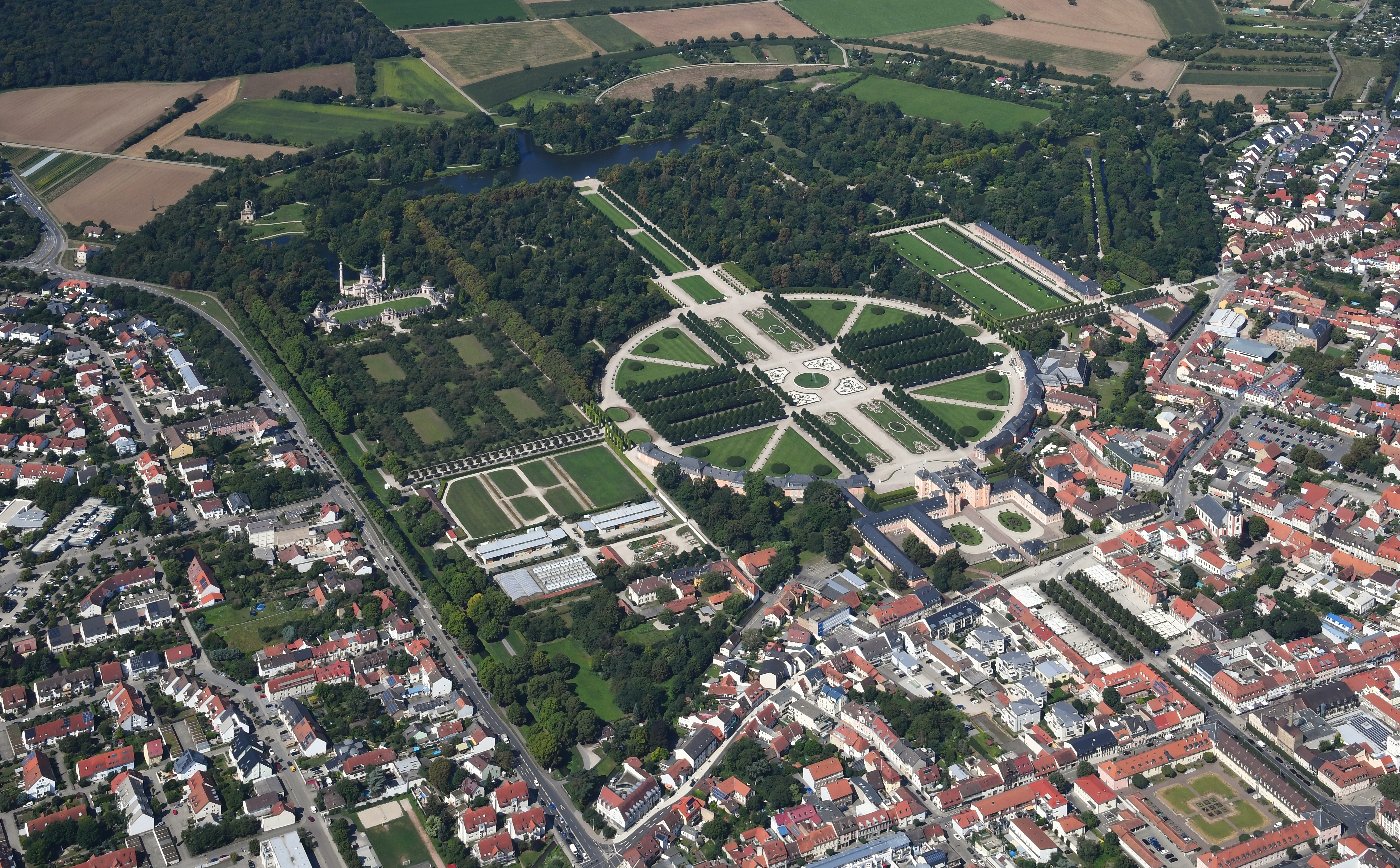
Vista aérea del Jardín del Palacio de Schwetzingen

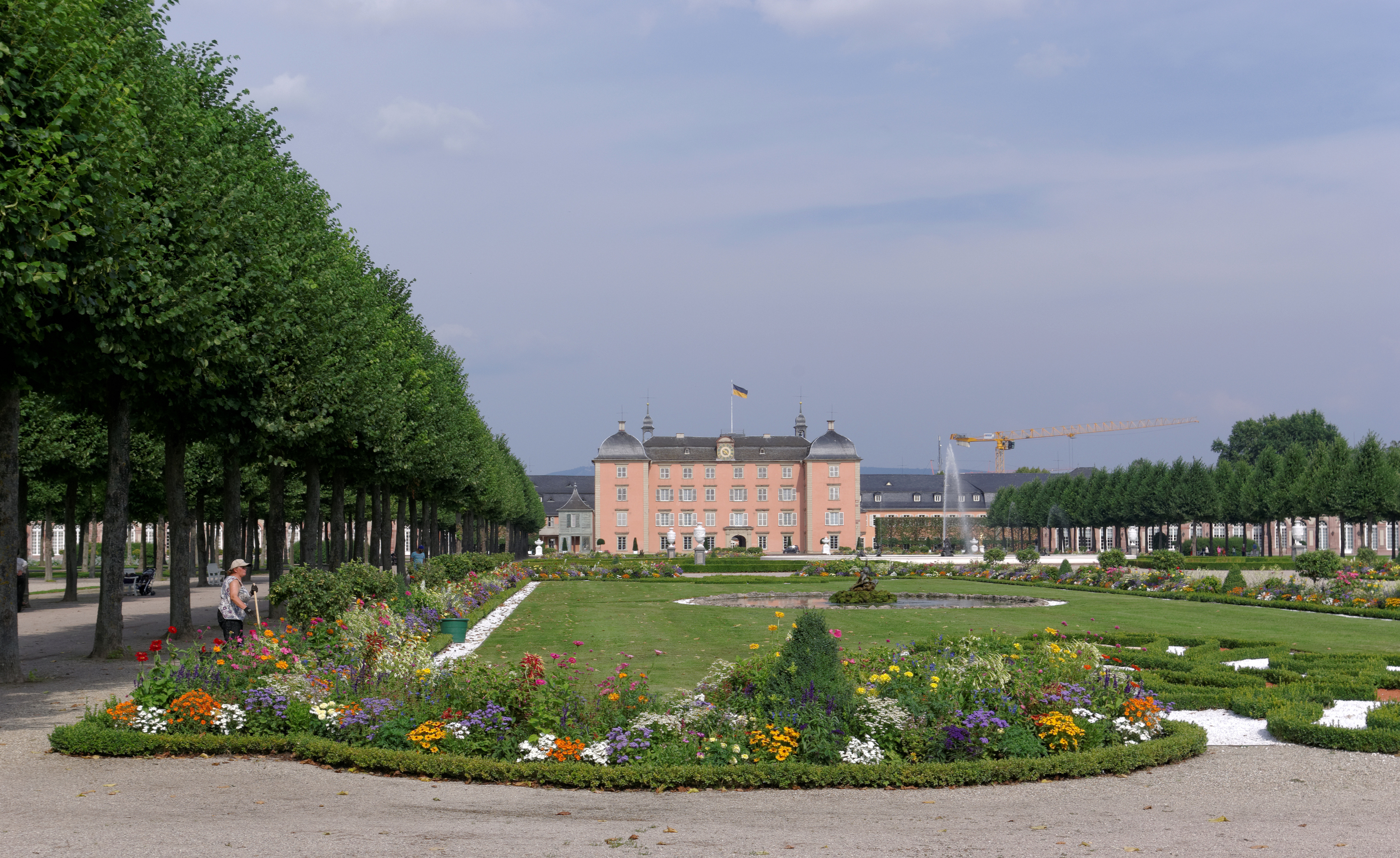
Jardín del Palacio de Schwetzingen.

La situación del Jardín de Schwetzingen es única en lo que a su diseño y conservación se refiere. Al contrario de lo que ocurre en la mayoría de los jardines palaciegos, los antiguos estilos de jardinería no se han visto reemplazados -y de esta manera destruidos o cambiados- por los nuevos. En Schwetzingen, el carácter de los antiguos y formales jardines franceses se ajusta perfectamente con los jardines paisajísticos modernos según el modelo inglés.
El Jardín de Schwetzingen era, con excepción del área alrededor de los baños, accesible a toda la población ya en época de los príncipes electores, por aquel entonces incluso sin coste de entrada. Una ordenanza regía el adecuado comportamiento de los visitantes.

### Jardín francés
A lo largo del eje principal del jardín se divisa al este el monte Königstuhl (silla del rey) en Odenwald y al oeste el Kalmit, la montaña más alta del Pfälzerwald (bosque del Palatinado).
El jardín barroco es un jardín formal de estilo francés y dispuesto con estrictas formas geométricas. Los elementos más importantes son los dos ejes (principal y transversal) y el círculo que engloba y define el jardín. La parte frontal del jardín muestra parterres y alineaciones.
La fuente central, llamada fuente de Arión, es obra de Guibal. Tiene como tema una historia de la mitología griega: Arión (Arión de Lesbos) era un conocido cantante. Después de un concurso, en el que consiguió un gran premio, fue arrinconado por los marineros del barco en el que viajaba. Suplicó la gracia de cantar por última vez, la cual le fue concedida. Al cantar, aparecieron delfines, y Arión consiguió encaramarse a uno de ellos, que le llevó a la costa, de manera que pudo seguir su camino. Según algunas tradiciones, la constelación del Delfín es en realidad Arión sobre el delfín.
El jardín francés está rematado por la representación de una cacería, obra de Peter Anton von Verschaffelt. En la inmediata cercanía están los cuatro elementos representados en esculturas.

### Jardín inglés
La parte occidental y noroccidental del jardín fue acondicionada como jardín inglés o paisajístico. Los caminos son en este caso ondulantes, en contraposición al jardín francés. En esta zona boscosa e irregular apenas se introdujeron cambios.

### Jardín turco
En la zona trasera del llamado "Jardín turco" se encuentra la mezquita, obra de Pigage. No es en absoluto una mezquita, sino una interpretación en el lenguaje artístico de la Europa del siglo XVIII, y así no es ninguna réplica de un verdadero edificio islámico. El patio de la mezquita sirvió a menudo para representaciones de óperas al aire libre.
Delante de la mezquita está el antiguo huerto, para uso privado del príncipe. Detrás se encuentra un vivero.

### Arboretum
Un arboretum es una colección de plantas de maderas exóticas. Zeyher, arquitecto paisajístico, acondicionó este jardín en 1802 con imágenes de todo el mundo. Especialmente notable es la puerta de hierro forjado de Franz Wilhelm Rabaliatti. En esta misma zona se hallaba anteriormente una faisanería donde se criaban animales.

### Lago
Justo al entrar al jardín se presenta ante el visitante un gran lago, que cierra el jardín. En dicho lugar se hallaba originariamente un depósito de agua amurallado. Gracias a la sugerencia de Zeyher en 1823 al Gran Duque Luis I de Baden se amplió dicho depósito y se transformó en un lago con orillas naturales. A cada lado del eje visual, en los ejes longitudinales que miran al castillo, descansan dos esculturas de Verschaffelt, la representación divina de los ríos Rin y Danubio.

## Edificios
La ciudad, el palacio y el jardín, con sus construcciones meramente paisajísticas, fuentes y esculturas, construyen una unidad creativa que captura el paisaje circundante. Ambas partes del jardín ofrecen, junto a las numerosas estatuas, otros posibles destinos para una excursión del conde y su corte: el Templo de Mercurio (ruinas artísticas), el lago delante de la mezquita con madrasa, el Templo de Minerva, el Templo de Apolo, el Templo del Botánico, los baños (un pequeño pabellón), la Orangerie y una parte separada del jardín con estatuas de las estaciones, la "Perspectiva" junto a los baños y el acueducto romano con catarata artística incluida.
El diseño del conjunto arquitectónico muestra referencias filosóficas y arquitectónicas a la Antigüedad clásica y, en el caso del complejo de la mezquita, al islam y la sabiduría oriental. Nuevas investigaciones pretenden reconocer en Schwetzingen un diseño francmasónico, al que se unirían conceptos cristianos.

### El palacio
El visitante entra en el palacio a través de un suntuoso patio, rodeado de lilas. En la caseta de vigilancia se encuentran una tienda y una cafetería.

#### Estancias interiores
En la larga restauración que se hizo entre los años 1975 y 1991 se reconstruyeron las estancias interiores del palacio y se acondicionaron con muebles auténticos del siglo XVIII. En el piano nobile se enseñan en el marco de un museo los salones, las habitaciones del príncipe elector y las de su esposa, según el perfil del palacio en tiempos de Carlos Teodoro.
De especial importancia histórico-artística son los aposentos del segundo piso que, en la época bádica (a partir de 1803), fueron rediseñados para la condesa Luise Karoline von Hochberg, debido a los excelentes empapelados estampados a mano conservados de la firma Zuber en Rixheim. Entre ellos destaca una vista de los Alpes, "Vues de Suisse".

#### Alas circulares
Las alas circulares son dos edificios de sillarejo, de una sola planta, con acceso inmediato al jardín mediante unos altos ventanales. Se unen a los laterales del palacio, formando un hemiciclo, y rodean al parterre circular junto con el semicírculo que forma la galería enrejada al otro lado. El ala norte la construyó Bibiena en los años 1748-49, la sur es obra de Rabliatti en 1753. Las alas se usaban para actividades cortesanas, como banquetes, juegos y conciertos, bailes, etc. Este tipo de dependencias adicionales eran necesarias ante el comportamiento cohibido que se vivía en el edificio principal del palacio. Hoy en día las alas se utilizan como restaurante, cafetería y vestíbulo del teatro, así como para conciertos y exposiciones.

#### El teatro
El teatro de la corte, de estilo neoclásico y a menudo llamado erróneamente teatro rococó, fue inaugurado en 1752 con el intermezzo musical "Porsognacco". En él brillaron cantantes, instrumentistas y compositores de fama internacional, entre ellos los representantes de la escuela de Mannheim.
Después de que Carlos Teodoro trasladara su residencia a Múnich, las representaciones en Schwetzingen empezaron a decaer, y tenían lugar solo ocasionalmente, cuando el príncipe estaba de visita. 
El teatro fue completamente renovado en 1936/37 y 2002/03.
Las balaustradas de los palcos dibujan una planta en forma de lira. Las pilastras están adornadas y separadas por arcos de tres centros, que amplían el espacio.

### Miscelánea

#### El observatorio
El observatorio se encontraba hasta 1762 en los terrenos de lo que hoy es la Orangerie.

#### El puente chino

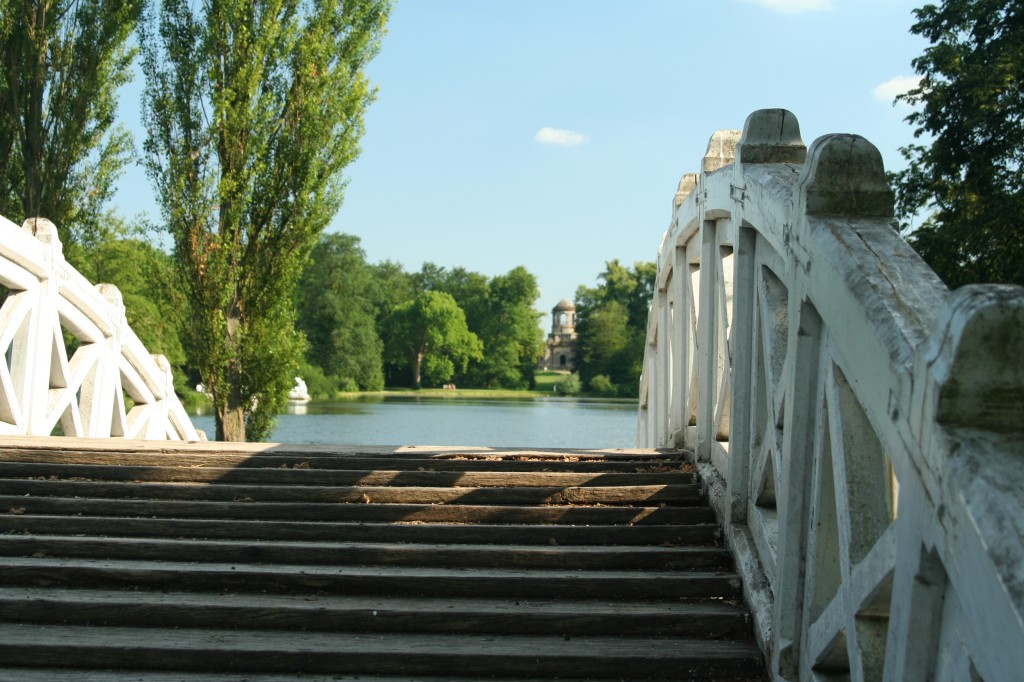
Vista sobre el puente chino, al fondo el templo de Mercurio.

El puente chino, en la parte trasera del jardín, une el jardín francés con el inglés. Es apodado «el puente de las mentiras», pues se dice que quien tropieza en sus irregulares escalones, ha mentido alguna vez.

### Visitantes ilustres del palacio

#### Gluck
El compositor Christoph Willibald Gluck fue huésped del castillo en 1774. El pintor Mannlich cuenta en su biografía que Glruck se durmió durante una representación de la ópera pastoral Amore vincitore de Johann Christian Bach.

#### José II

Palacio de Schwetzingen - Schloss Schwetzingen
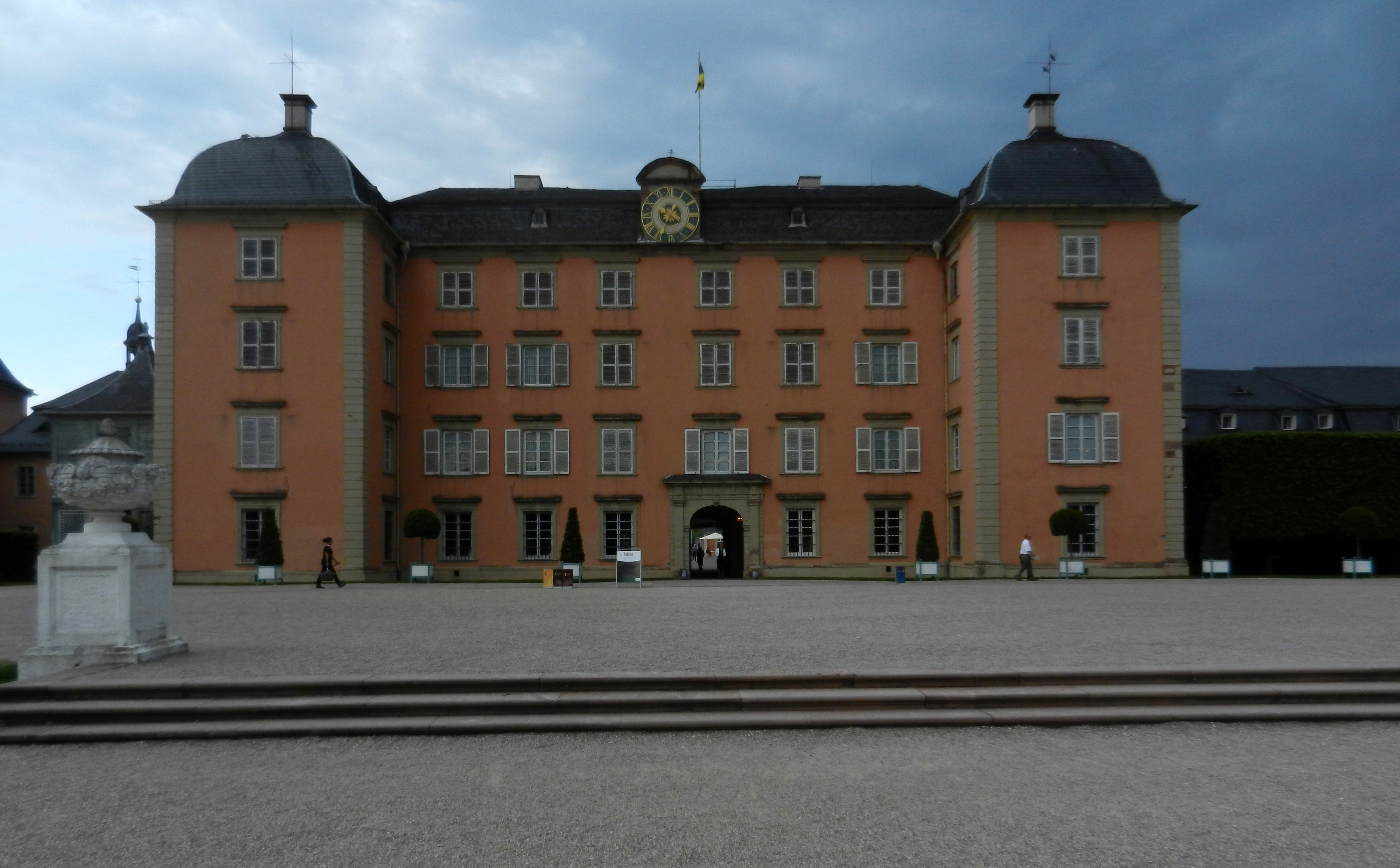
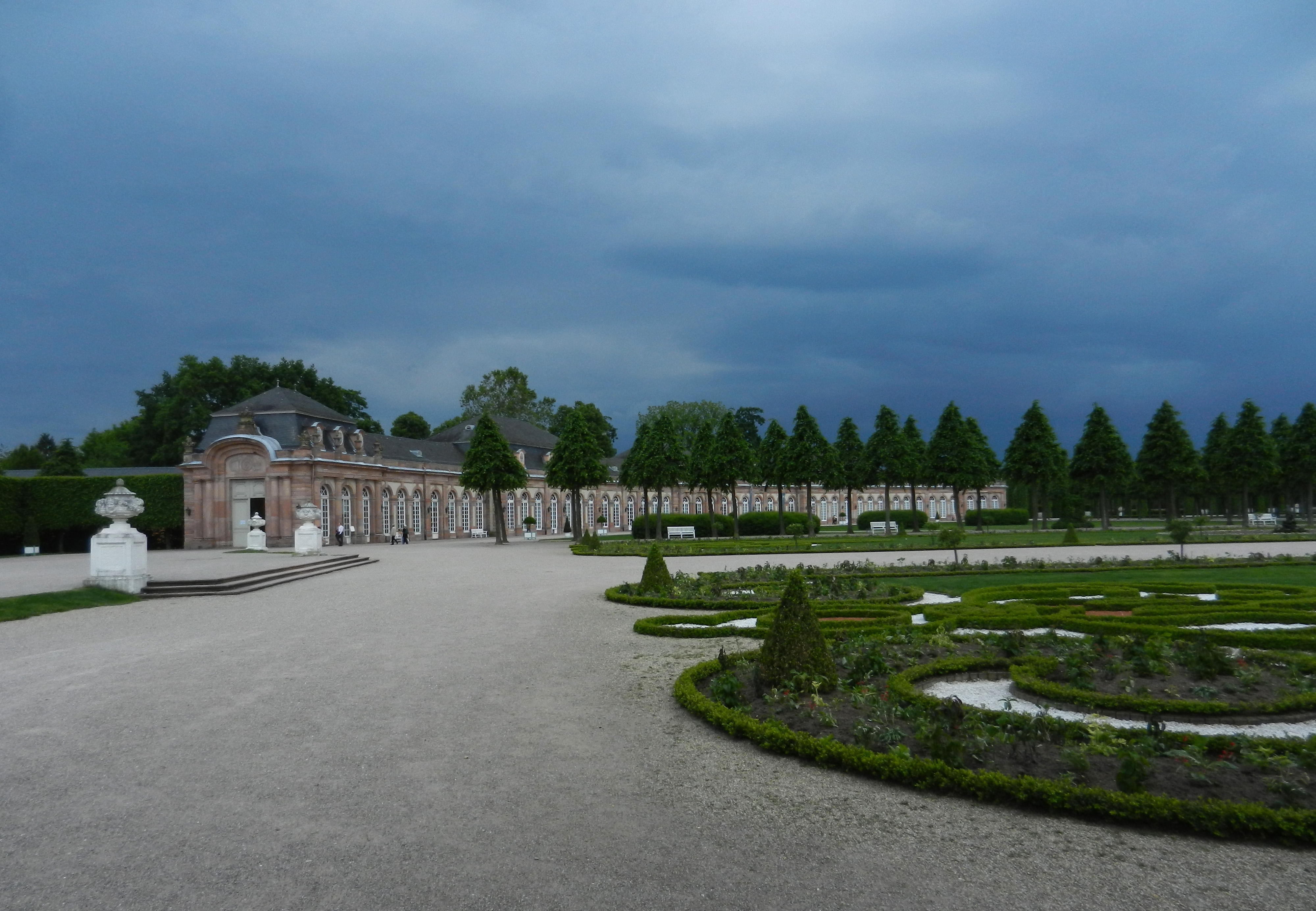
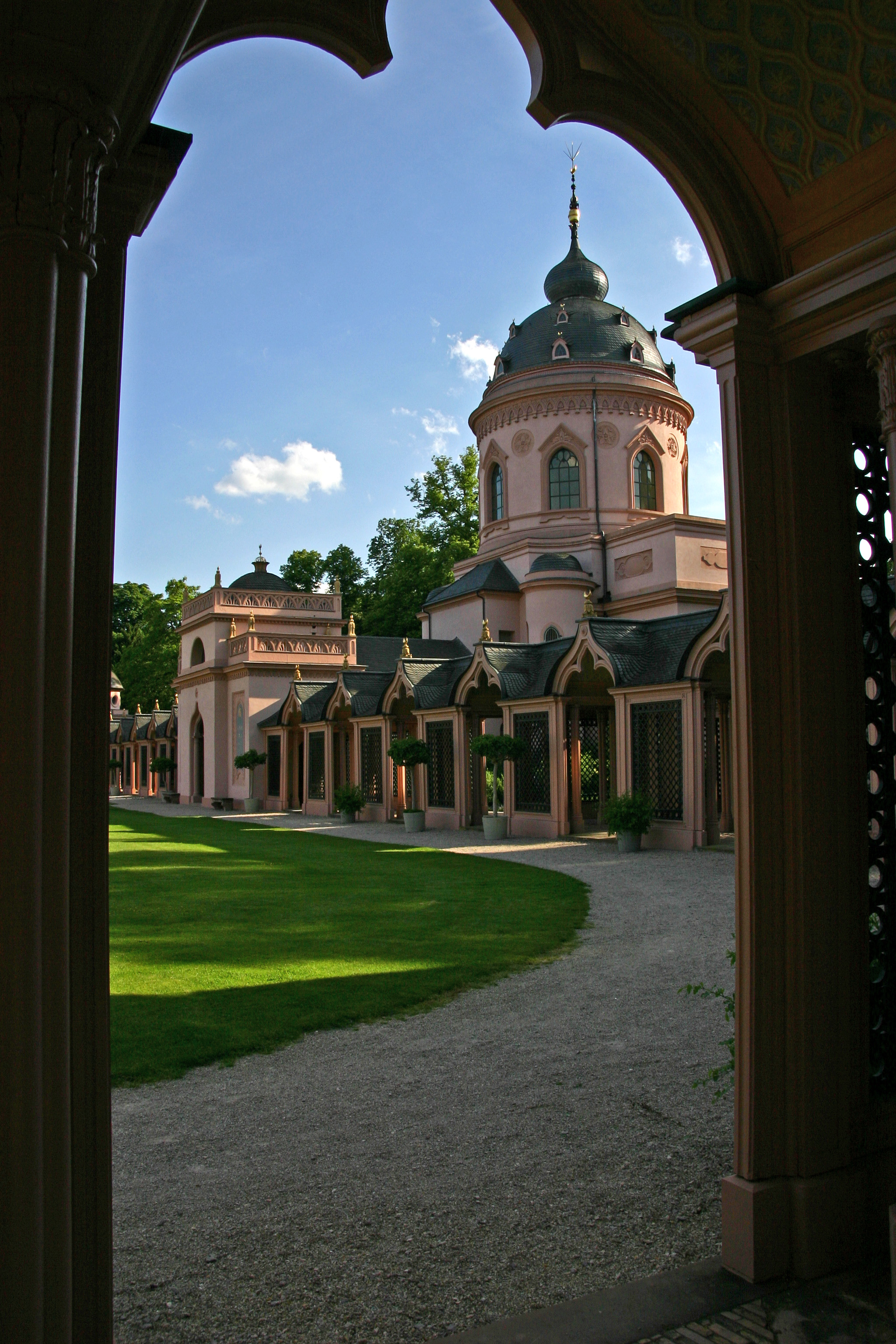
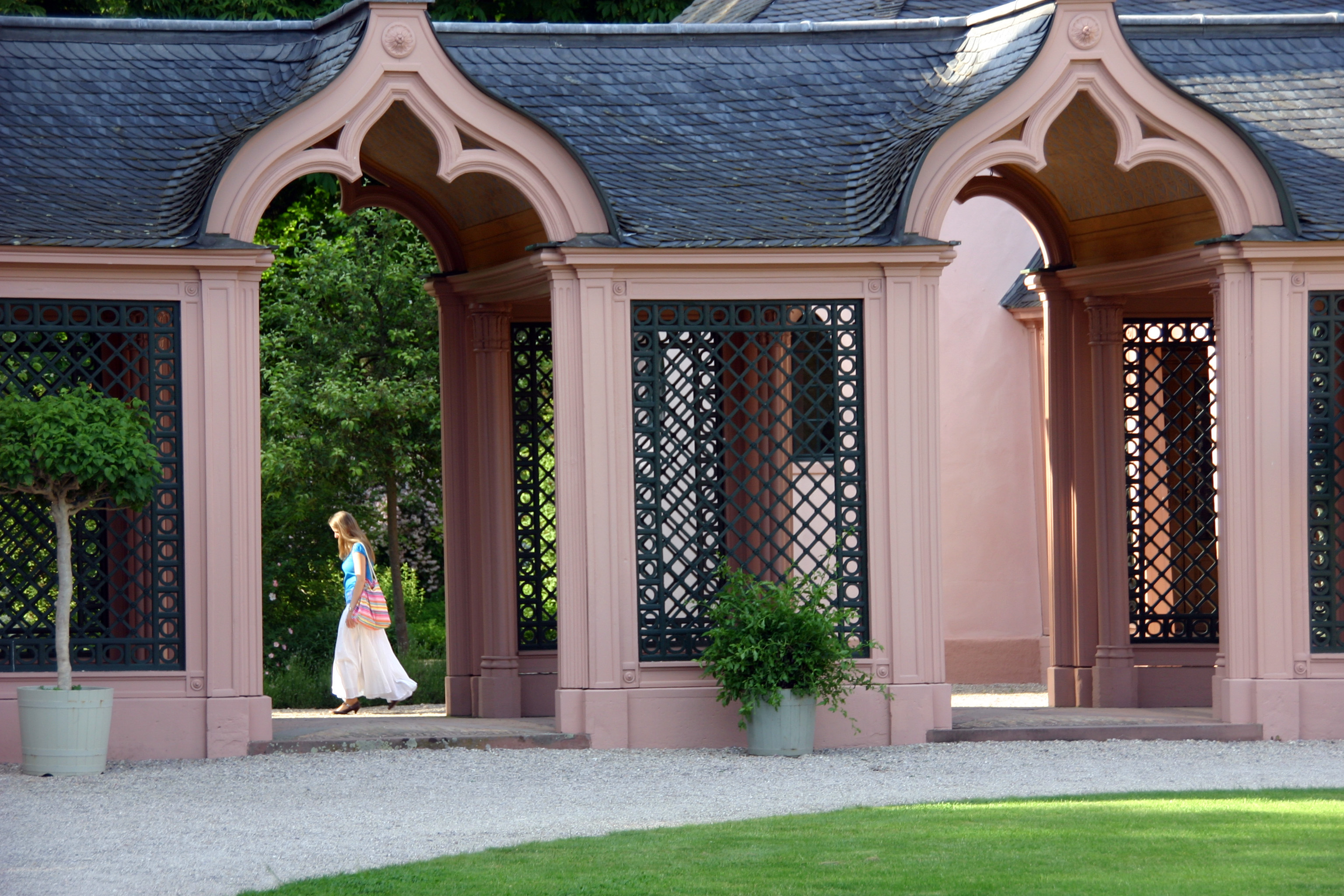
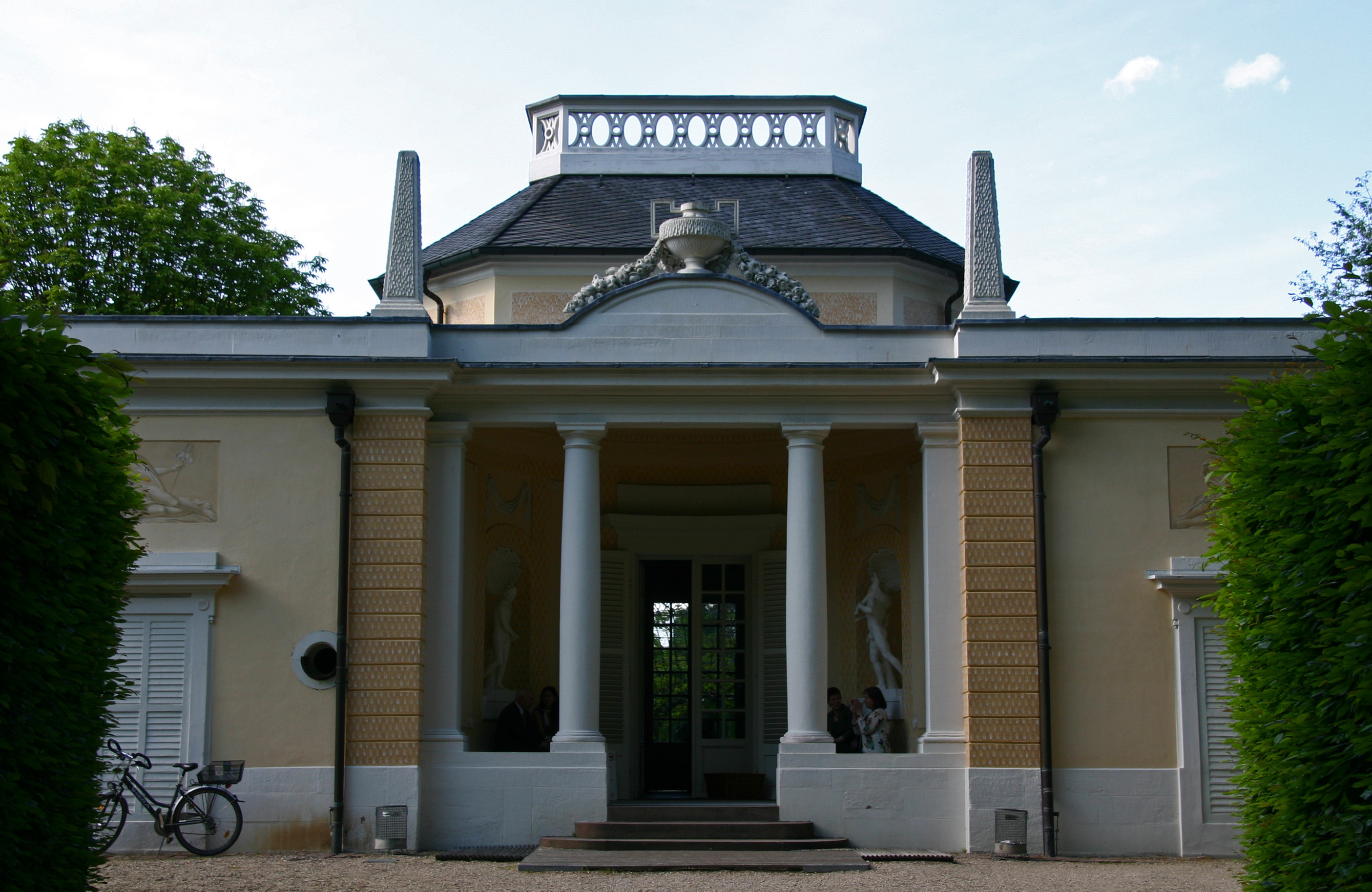
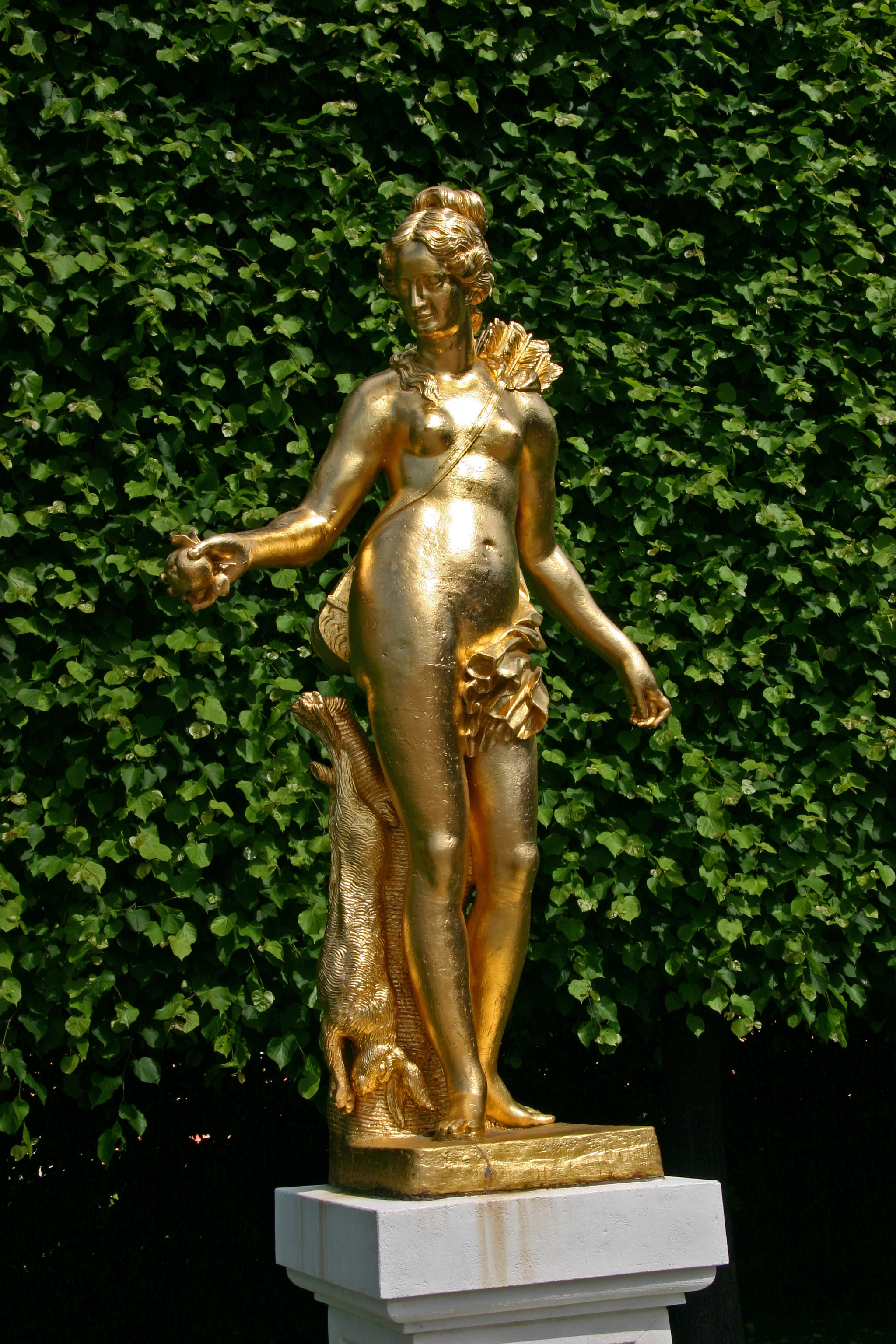
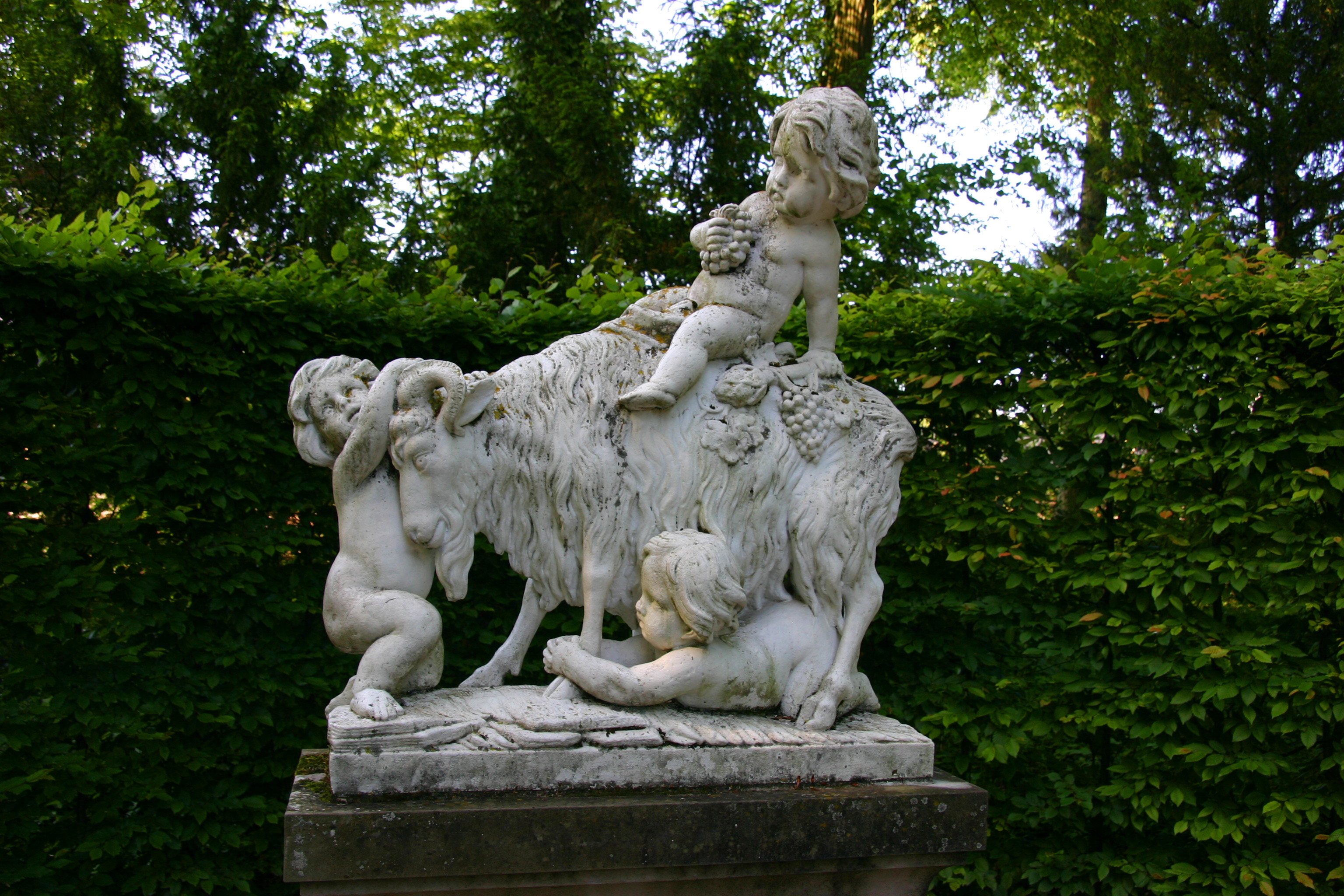
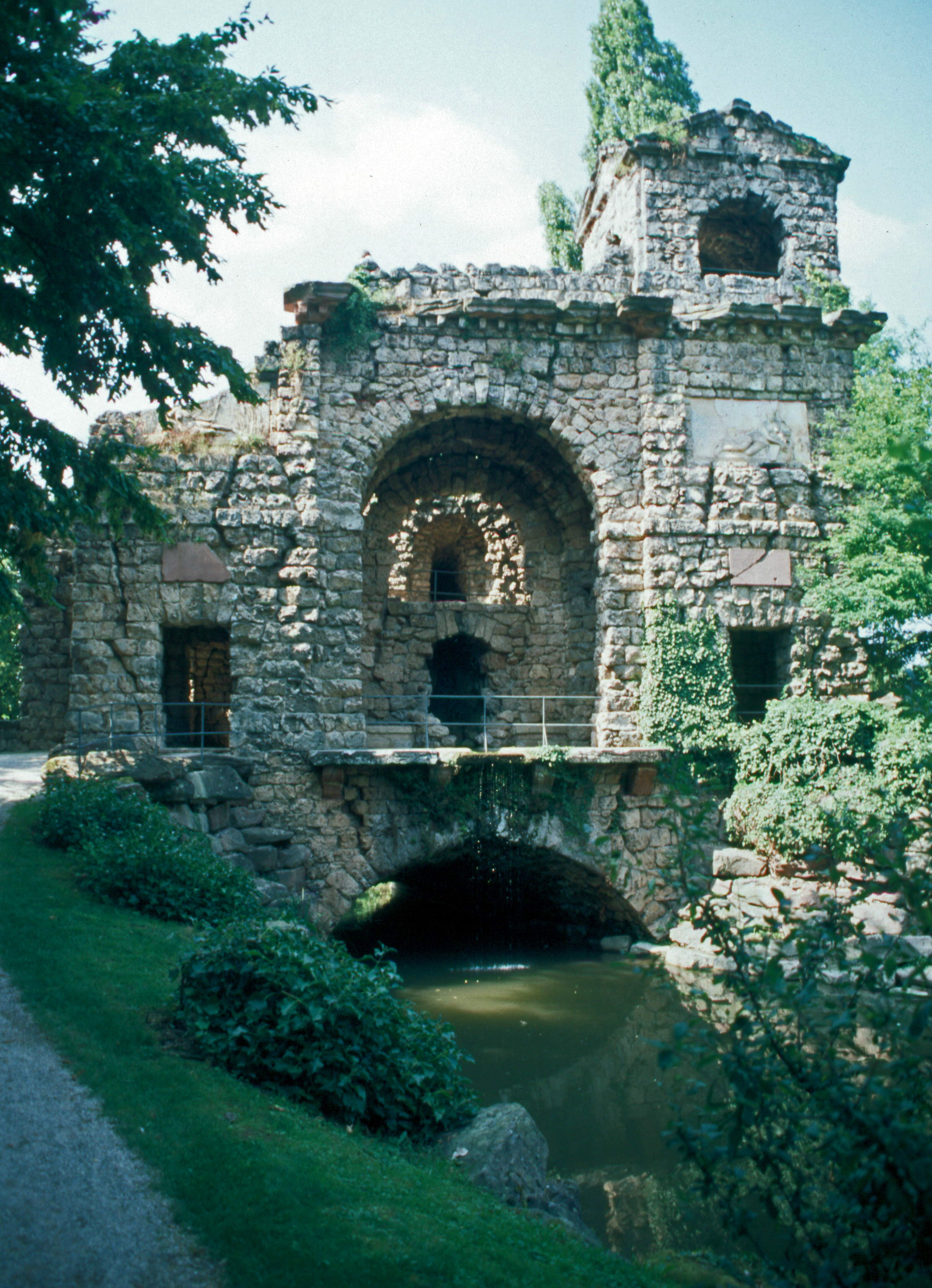
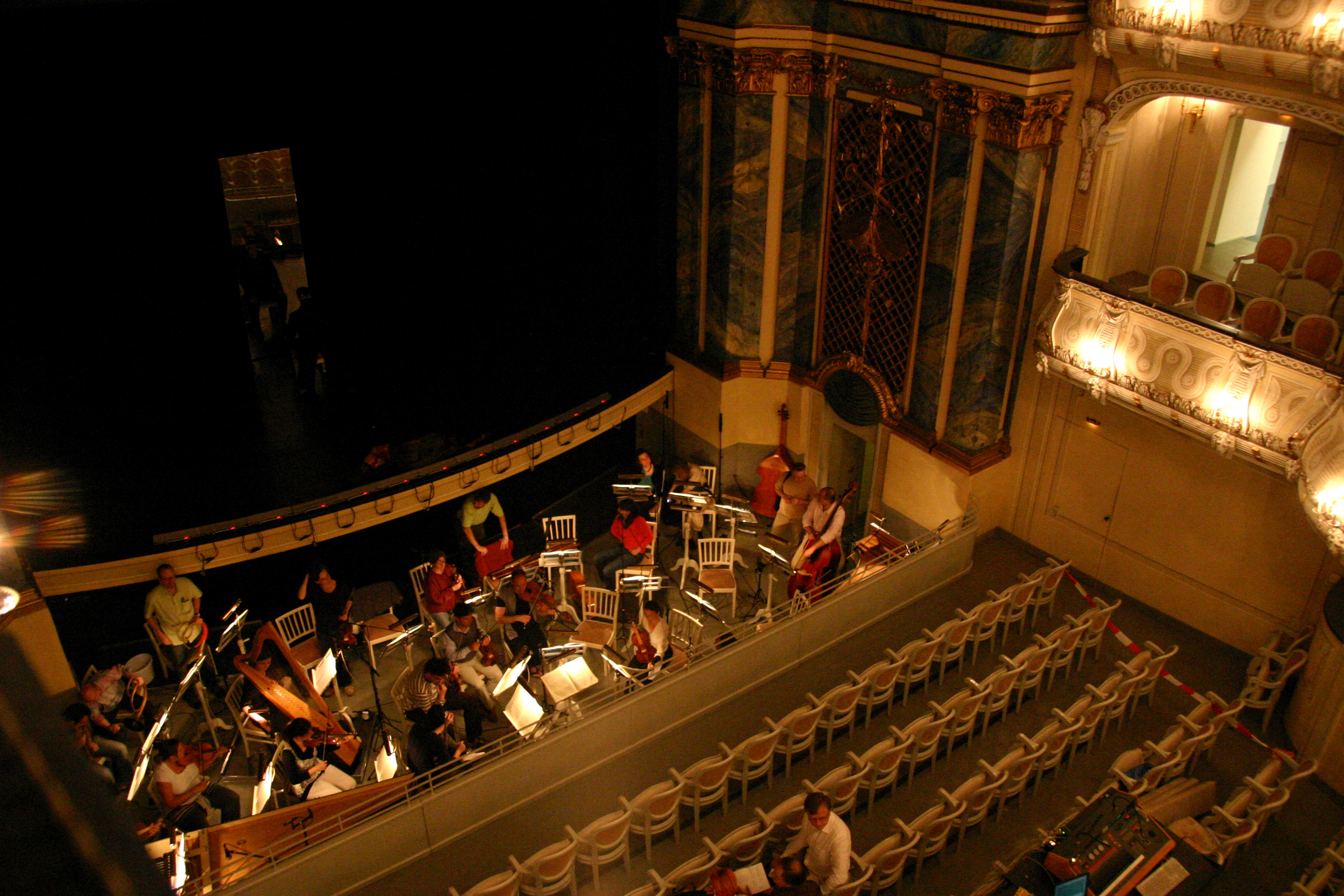